# استان ماتاگالپا
استان ماتاگالپا (به اسپانیایی: Matagalpa Department) یکی از استان‌های نیکاراگوئه است. مرکز آن شهر ماتاگالپا است.
استان ماتاگالپا ۴۸۴٬۹۰۰ نفر جمعیت دارد.